# Euxoa proleuca
Euxoa proleuca là một loài bướm đêm trong họ Noctuidae.